# جوزف بی. فوراکر
جوزف بی. فوراکر (به انگلیسی: Joseph B. Foraker) سناتور سابق عضو حزب جمهوری‌خواه ایالات متحده آمریکا بود. وی در سال ۱۸۹۷ تا ۱۹۰۹ میلادی سناتور ایالت اوهایو در سنای ایالات متحده آمریکا بود.